# Criminal (Lied)
Criminal (engl. für: Krimineller) ist ein Lied der US-amerikanischen Pop-Sängerin Britney Spears aus deren siebtem Studioalbum Femme Fatale. Das Lied wurde von Max Martin, Karl Schuster und Tiffany Amber geschrieben und von Martin und Shellback produziert. Am 28. August 2011 gab Spears bekannt, dass Criminal als vierte Single aus Femme Fatale ausgekoppelt wird. Die US-Radiopremiere erfolgte am 4. Oktober 2011.

## Hintergrund
Spears nahm Criminal in den Maratone Studios in Stockholm auf, der Background-Gesang stammt von Chau Phan. Der Song handelt von einem Mädchen, das seiner Mutter erzählt, dass es in einen Kriminellen verliebt ist.
Am 2. März 2011 und damit vor der Veröffentlichung ihres Albums Femme Fatale verwies Spears via Twitter auf einen Link, der eine 17-sekundige Hörprobe von Criminal enthielt und nannte das Lied einen ihrer Favoriten. Spears gab während eines Interviews nach den MTV Video Music Awards 2011 am 28. August 2011 bekannt, dass Criminal als vierte Single aus Femme Fatale im September 2011 veröffentlicht werden soll. Bereits bei den Bewertungen aller Albumstracks durch diverse Musikmagazine erhielt Criminal überwiegend positive Kritiken.
In einigen Ländern, u. a. Mexiko, Frankreich, Belgien und der Schweiz stand der offizielle Radio Mix des Songs ab 30. September 2011 auf iTunes als Download bereit.
Bereits vor der offiziellen Radiopremiere am 11. Oktober 2011 erreichte der Song in den USA eine Zuhörerzahl von über 8000 im Mainstream Radio. Mit dieser Leistung erreichte Criminal bereits vor der Veröffentlichung eine Platzierung in den Billboard Pop Songs.

## Musikvideo

### Entwicklung

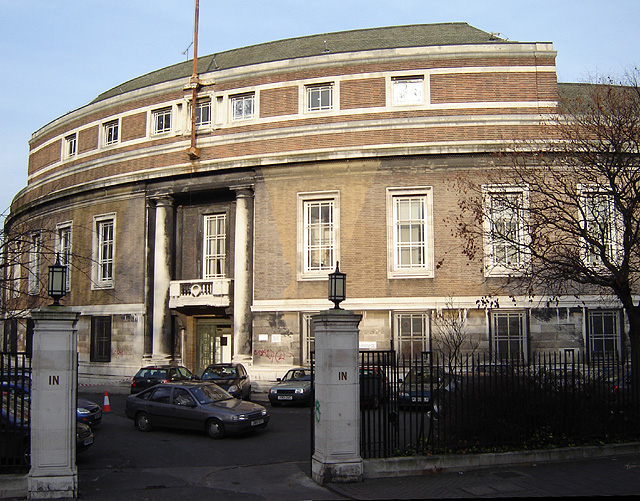
Teile des Videos wurden in der Stadthalle von Stoke Newington gedreht.

Bei den MTV Video Music Awards 2011 sagte Spears dem Musiksender, dass es schon ein „wirklich cooles Konzept für das Video“ gibt. Regie führte wieder Chris „Mars“ Piliero, der bereits bei I Wanna Go mit Spears zusammenarbeitete. Spears erzählte ihm die grundlegende Geschichte, die sie geplant hatte und beschrieb sie als „märchenhaft“. Spears wollte auch, dass ihr Freund Jason Trawick in dem Video mitspielt. Piliero war zunächst zögerlich, da er das Gefühl hatte, ein professioneller Schauspieler würde einen besseren Job machen. Am 6. September 2011 kündigte Spears durch ihr Twitter-Account an, dass sie beschlossen habe, den Videodreh „in den Straßen von merry old England“ zu verlegen. In einem Interview mit AOL, erklärte sie, „ich habe noch nie außerhalb von Amerika ein Video gedreht. Also, es sollte sehr interessant sein. Es war teilweise meine Idee …“.
Das Musikvideo zu Criminal wurde schließlich in Stoke Newington, einem Stadtteil von London, am Wochenende des 17. September 2011 gedreht. An diesem Tag berichtete MTV UK auch, dass das Video an Bonnie und Clyde erinnert. Am 18. September tauchten Bilder von Spears und Trawick auf und wurden online veröffentlicht. Sie flüchteten aus einem Supermarkt und trugen Waffen. Dass Spears in dem Video angeblich den Umgang mit Waffen propagiere, löste bei britischen Politikern Empörung und Kritik aus.
In der britischen TV-Show This Morning erklärte Spears, das Video handelt von einem Mädchen in der oberen Gesellschaft und die Art, wie sie lebt.

### Inhalt
Das Video beginnt mit einer glamourösen Veranstaltung, auf der sich auch Spears und ihr Begleiter (Freddy Bradshaw) befinden. Während dieser neben ihr ein Gespräch mit zwei Personen führt, scheint Spears jemanden in der Menge zu suchen. Bradshaw fühlt sich blamiert, beleidigt sie und wird handgreiflich. Spears flüchtet auf die Toilette und wischt sich vor dem Spiegel eine Träne aus dem Gesicht. Sie kehrt anschließend in den Ballsaal zurück und sieht Bradshaw flirtend mit einer anderen Frau. Sie gesellt sich zu den beiden und sagt zu der jungen Frau: Wie ich sehe, arbeitest du heute mal nicht an der Straßenecke! Bradshaw ist außer sich vor Wut, packt Spears am Arm und zieht sie nach draußen. Er stellt sie zur Rede und verpasst ihr eine Ohrfeige. Ein Aushilfskellner (Jason Trawick), der gerade den Müll entsorgt, erkennt die Situation und schlägt Spears’ Begleiter mehrfach, worauf dieser zu Boden geht. Der Kellner fragt Spears, ob sie okay sei und nachdem sie Bradshaw noch einen Tritt in den Schritt verpasst, sagt sie: Jetzt bin ich okay!. Dann besteigen Spears und Trawick sein Motorrad und fahren durch die Stadt zu Trawicks kleinen Häuschen. Nachdem Spears dort in einem der Schließfächer, die sich zahlreich in der Wohnung befinden, eine Waffe entdeckt, stellt sich raus, dass Trawick ein Krimineller ist. Dennoch ist Spears angetan und sie beginnen sich zu küssen. Nach einer romantischen Liebesnacht bringt Trawick Spears am nächsten Morgen das Frühstück ans Bett.
Sie gehen in ein Geschäft, in dem Spears Vanille-Kerzen stiehlt. Dann richtet sie die Waffe auf den Kassierer, Trawick nimmt Geld aus der Kasse und beide flüchten mit einem gestohlenen Citroën DS3. Der Raub wurde durch die Überwachungskameras aufgenommen und Bilder des Paares werden auf dem lokalen Fernsehsender ausgestrahlt. Die Fahndung ist erfolgreich und mehrere Polizisten umstellen Trawicks Haus. Trawick erkennt die Gefahr auf Bildschirmen der von ihm eigens installierten Überwachungskameras und das Paar rückt dicht aneinander. Die Polizei eröffnet das Feuer und durchsiebt die Wohnung des Kriminellen. Wie durch ihre Liebe zueinander geschützt, stehen Spears und Trawick küssend im Kugelhagel. Die Polizisten stürmen das Haus, doch das Paar ist längst unbehelligt geflüchtet. Der Einsatzleiter bestätigt, dass die Verdächtigen das Gebäude verlassen haben. Das Video endet mit Spears und Trawick während der Flucht durch die engen Gassen Londons auf dem Motorrad.
Während des Abspanns erscheint der Satz: Keine Vanille-Kerzen wurden während der Herstellung dieses Musikvideos geschädigt.

## Kommerzieller Erfolg

### Chartplatzierungen
Am 24. September 2011 erreichte Criminal in Frankreich seine erste offizielle Chartplatzierung. Aufgrund der hohen Download-Verkäufe stieg der Song auf Platz 83 in die offiziellen Single Charts ein und erreichte am 29. Oktober 2011 mit Platz 13 seine höchste Platzierung.
In den USA debütierte Criminal am 29. September 2011 schon vor der offiziellen Veröffentlichung in den Billboard Pop Songs auf Platz 40 und wurde somit Spears’ 27. Platzierung. Am 19. November 2011 erreichte der Song mit Platz 19 seine höchste Platzierung. Am 20. Oktober 2011 debütierte Criminal in den Billboard Hot 100 auf Platz 92. Am 19. November 2011 kletterte das Lied auf Platz 55 und erreichte damit seine Höchstplatzierung in diesen Charts. Nach drei Top-10-Auskopplungen aus Femme Fatale waren die erreichten Chartplatzierungen von Criminal eine herbe Enttäuschung. In den Canadian Hot 100 stieg Criminal am 13. Oktober 2011 aufgrund hoher Radioeinsätze auf Anhieb Platz 83 ein und kletterte auch dank steigender Download-Verkäufe bis auf Platz 16.
In der Schweiz stieg das Lied am 16. Oktober 2011 auf Platz 67 ein und erreichte am 20. November 2011 Platz 33 als Höchstposition.
Bereits nach dem Erscheinen von Femme Fatale stieg Criminal in Südkorea auf Position 51 in die internationalen Single-Charts ein und erreichte parallel dazu Platz 37 der internationalen Download-Charts. Nach der Veröffentlichung des Radio Mixes kehrte Criminal erneut in beide Hitlisten zurück, konnte aber nicht die bisherigen Höchstplatzierungen übertreffen.
| ChartsChartplatzierungen       | Höchstplatzierung | Wochen |
| ------------------------------ | ----------------- | ------ |
| Schweiz (IFPI)                 | 33 (11 Wo.)       | 11     |
| Vereinigte Staaten (Billboard) | 55 (6 Wo.)        | 6      |

### Auszeichnungen für Musikverkäufe
| Land/Region               | Auszeichnungen für Musikverkäufe (Land/Region, Auszeichnung, Verkäufe) | Verkäufe  |
| ------------------------- | ---------------------------------------------------------------------- | --------- |
| Vereinigte Staaten (RIAA) | Platin                                                                 | 1.000.000 |
| Insgesamt                 | 1× Platin ·                                                            | 1.000.000 |

Hauptartikel: Britney Spears/Auszeichnungen für Musikverkäufe